# Morulaeplecta
Morulaeplecta es un género de foraminífero bentónico de la subfamilia Morulaeplectinae, de la familia Spiroplectamminidae, de la superfamilia Spiroplectamminoidea, del suborden Spiroplectamminina y del orden Lituolida. Su especie tipo es Morulaeplecta bulbosa. Su rango cronoestratigráfico abarca el Holoceno.

## Discusión
Clasificaciones previas incluían Morulaeplecta en el suborden Textulariina del Orden Textulariida, o en el orden Lituolida sin diferenciar el suborden Spiroplectamminina.

## Clasificación
Morulaeplecta incluye a las siguientes especies:
- Morulaeplecta bulbosa
- Morulaeplecta inflata